# Сан-Бенту (футбольный клуб, Сан-Паулу)
«Атлетическая ассоциация Сан-Бенту» (порт.-браз. Associação Atlética São Bento) — бывший бразильский футбольный клуб из города Сан-Паулу.

## История
Клуб «Сан-Бенту» был основан в 1914 году в школе Сан-Бенту в Сан-Паулу. Сама же школа появилась в 1903 году немецким аббатом-бенедиктианцем Мигелем Крузе, являвшемся настоятелем монастыря Сан-Бенту. Занятия спортом в школе являлись одной из обязательных частей программы обучения. А футбол занимал одно из центральных мест в этом направлении. Были сформированы детские команды разных возрастов, участвовавшие в городских чемпионатах, где команды Сан-Бенту занимали высшие места. В конце 1913 года отец Иоанн Катон, являвшийся преподавателем школы, захотел развить футбольное направление, недовольный, что его бывшие ученики играли в официальных играх за другие команды города. Он получил благословение от Мигеля Крузе и ректора школы Педру Эггерата и начал работу по созданию команды.
1 января 1914 года был официально создан клуб «Атлетическая ассоциация Сан-Бенту». Цветами клуба были выбраны голубые и белые полосы на футболке, белые шорты и темно-синие гетры. В том же году «Сан-Бенту» выиграл свои первые титулы — чемпиона штата Сан-Паулу и победителя Кубка чемпионов штатов Рио-Сан-Паулу. В 1925 году был выигран второй титул чемпиона штата. А спустя 8 лет «Сан-Бенту» был расформирован, из-за нежелания переводить команду в профессиональный статус. Члены клуба предприняли попытку слияния с «Сан-Паулу», но неудачно. А чуть позже «Сан-Бенту» был поглощён регатным клубом «Тиете». Владельцем стадиона клуба Понте-Гранде стал «Коринтианс».

## Достижения
- Чемпион штата Сан-Паулу: 1914, 1925
- Обладатель Кубка чемпионов штатов Рио-Сан-Паулу: 1914